# Utrka za Afriku
Utrka za Afriku je proces kolonijalne ekspanzije kojim su u drugoj polovici 19. stoljeća zapadnoeuropske sile ustanovile svoju vlast nad gotovo cjelokupnim afričkim kontinentom.
Iako su europske sile, počevši s Portugalom, utemeljile svoja prva uporišta na obalama Afrike još u 15. stoljeću, ekspanzija u unutrašnjost bila je ograničena zbog cijelog niza klimatskih, političkih i vojnih razloga. Kolonizatori, za razliku od afričkih domorodaca, nisu razvili imunitet na razne tropske bolesti, odnosno nisu raspolagali dovoljnim snagama za suzbijanje svakog iole jačeg otpora domorodačkih plemena i država. Umjesto toga kontrola nad afričkim obalama vršena je posredno, uz pomoć obalnih tvrđava i mornaricom, odnosno suradnjom s prijateljski raspoloženim plemenima i državama kojima su oružje i druga zapadna roba davali prednost u odnosu na suparnike. Unutrašnjost kontinenta ostala je neistražena. 
Tek je Industrijska revolucija, a s njom razvitak modernog oružja i medicine omogućio prvo zapadnim istraživačima, potom misionarima, a na kraju i vojskama prodor u unutrašnjost afričkog kontinenta. Otkriće prostranih teritorija, velikih prirodnih bogatstava i stanovništva koje je bilo relativno lako pokoriti dalo je veliki poticaj ekspanziji, osobito državama koje su u statusu zaostajale za Britanskim Carstvom i koje je mamila mogućnost stvaranja velikog tržišta za proizvode domaće industrije. Taj je proces još u prvoj polovici 19. stoljeća započela Francuska osvajanjem Alžira, iz čega se nastavilo širenje prema jugu kontinenta. 
U drugoj polovici 19. stoljeća agresivno su širenje započele novoujedinjene države Njemačka, Italija i Belgija. To je s vremenom natjeralo Britance, zabrinute za svoja dotadašnja uporišta u Južnoj Africi i moguće ugrožavanje strateških pomorskih putova prema Indiji, da također započnu s ubrzanom ekspanzijom, što je godine 1898. dovelo do spora s Francuskom koji je umalo izazvao rat. Strah da bi burske republike mogle potpasti pod njemački utjecaj doveo je do burskog rata čime je formalno završena Utrka za Afriku.
Time se cjelokupni afrički teritorij našao pod kontrolom zapadnih država, uz izuzetak Etiopije, koja će svoju nezavisnost izgubiti tek nakon abesinskog rata (1935. – 1936.) godine, i Liberije.
Nezadovoljstvo Njemačke, a manjim dijelom i Italije, rezultatima Utrke za Afriku bilo je jednim od glavnih uzroka Prvog svjetskog rata, a kasnije i Drugog svjetskog rata.